# Projekt chronologiczny Xia-Shang-Zhou
Projekt chronologii Xia-Shang-Zhou – chiński projekt badawczy realizowany od 1996 do 2000 roku, mający na celu ustalenie chronologii panowania trzech najstarszych chińskich dynastii: Xia, Shang i Zhou. Został zainicjowany przez urzędnika Song Jiana, który po podróży do Egiptu w 1995 roku zauważył, że Chiny są w tyle w badaniach chronologii swoich dynastii. Projekt miał na celu stworzenie chronologii wczesnej historii Chin, uczestniczyło w nim około 200 naukowców z różnych dziedzin; był największym finansowanym przez chińskie władze przedsięwzięciem w zakresie nauk humanistycznych od XVIII wieku.
Choćby z racji wielkości projektu wykonano w jego ramach szereg cennych, szczegółowych badań, na nieznaną wcześniej skalę, szczególnie jeśli chodzi o odkrycia archeologiczne i ich datowanie radiowęglowe. Z uwagi na powyższe projekt niewątpliwie wyniósł chińską archeologię na nieznany wcześniej poziom. Postulowana przez projekt chronologia, która jedynie nieznacznie przesunęła panowanie dynastii Xia, Shang i Zhou w stosunku do wersji znanej z historii tradycyjnej, spotkała się jednak z krytyką ze strony badaczy, którzy uznali, że stoi za nią nie nauka, ale chiński nacjonalizm. Szczególnie zachodni naukowcy zwracają uwagę, iż pomimo profesjonalnie przeprowadzonych badań archeologicznych ich wyniki zinterpretowano zgodnie z tradycyjną wizją odwiecznych, jednorodnych Chin, ignorując odkrycia wskazujące na bardziej złożoną wczesną historię regionu. Archeologia została zatem podporządkowana pewnej z góry przyjętej historiografii, zaś ponieważ projekt stał się podstawą do sformułowania nowej obowiązującej historycznej ortodoksji, to pomimo profesjonalizmu wielu zaangażowanych w niego uczonych ostatecznie odegrał rolę hamującą dalszy postęp w badaniach nad wczesną historią Chin.

## Założenia projektu
U początków projektu stał Song Jian, wysoko postawiony urzędnik, który nadzorował badania naukowe w Chinach. Miał on być zażenowany gdy podczas swojej podróży do Egiptu w 1995 przedstawiono mu dokładną chronologię rządów III dynastii, która rządziła w tym kraju w 2750 p.n.e. To wówczas stwierdził, iż Chińczycy pozostają daleko w tyle w badaniu chronologii panowania swoich pierwszych dynastii i by temu zaradzić, wezwał do stworzenia „Projektu chronologii Xia-Shang-Zhou”. Projekt zatem od początku był motywowany przez nową falę chińskiego nacjonalizmu, zaś jego twórcy „nigdy nie ukrywali swoich podstawowych celów: zaszczepienia dumy i solidarności wśród Chińczyków”. Ze względu na ten ideologiczny bagaż obiektywność projektu była od początku kwestionowana przez badaczy na całym świecie, nie wyłączając chińskich.
Celem zleconego przez chińskie władze projektu było stworzenie wiarygodnej chronologii wczesnej historii Chin, sięgającej pierwszej dynastii, mogącej służyć zarówno ogółowi społeczeństwa, jak i społeczności akademickiej. Plan Song Jiana spotkał się aprobatą ze strony kilku ministrów i powołano komitet, na którego czele stał dyrektor Instytutu Historii Chińskiej Akademii Nauk Społecznych Li Xueqin. W pracę nad projektem włączono łącznie ok. 200 pracujących niezależnie od siebie archeologów, astronomów, historyków oraz naukowców specjalizujących się w datowaniu radiowęglowym. Na badania składały się m.in. datowanie radiometryczne materiałów archeologicznych, ustalenie dat wydarzeń astronomicznych wspomnianych w pierwotnych tekstach, czy też określenie autentyczności informacji. Przeprowadzono także badania paleograficzne, które miały zastosowanie dla inskrypcji zawartych na odlanych z brązu naczyniach oraz na kościach wróżebnych. Ze względu na tak dużą liczbę naukowców zaangażowanych w badania projekt ten uchodził za największy od czasu dokonania kompilacji Siku Quanshu w latach 70. XVIII wieku projekt w zakresie nauk humanistycznych, który był finansowany przez chińskie władze.

## Badania naukowe

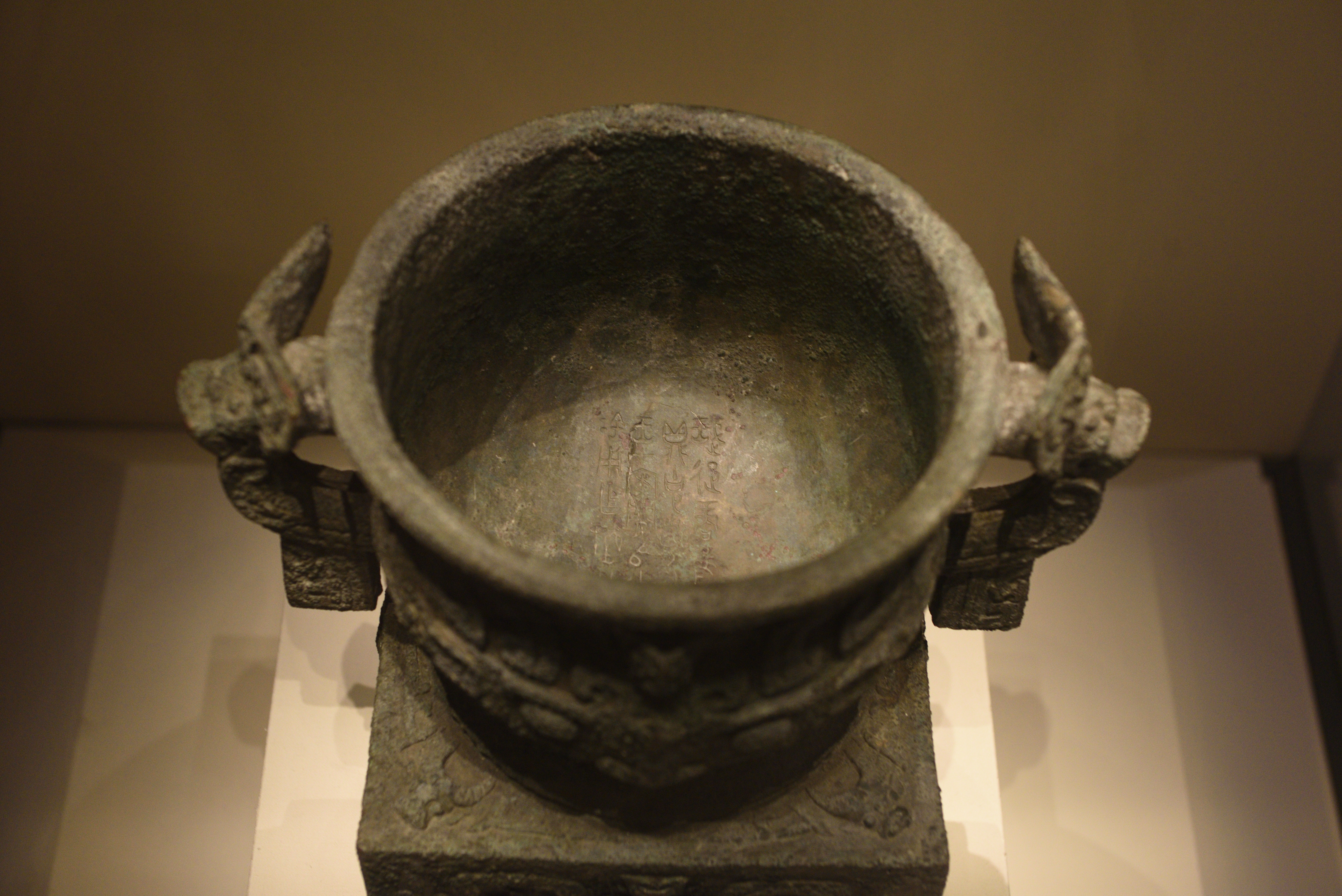
Wnętrzne naczynia li gui, w którym widoczne są inskrypcje

### Badania paleograficzne

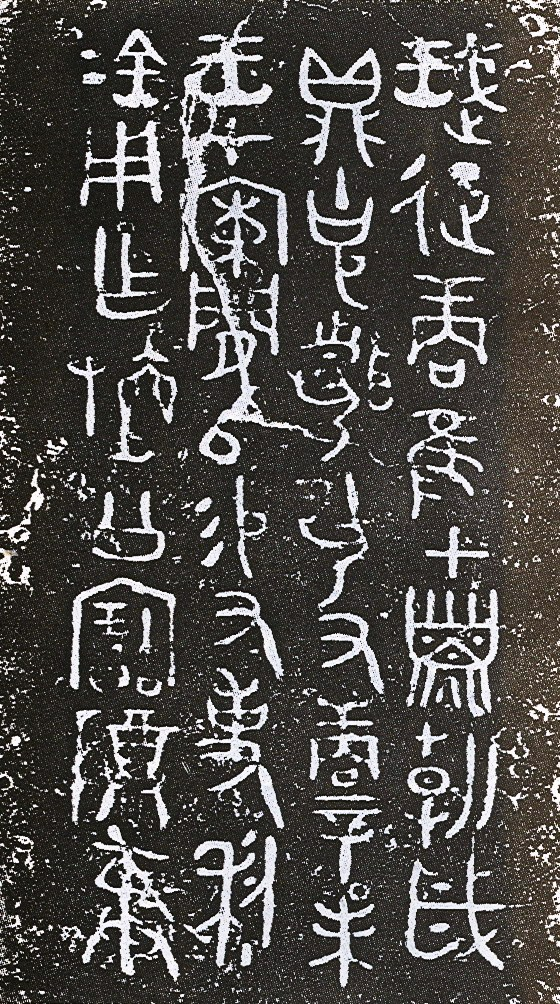
Inskrypcje zawarte na naczyniu li gui

W ramach badań paleograficznych badano naczynia odlane z brązu, pochodzące z okresu panowania dynastii Shang oraz Zhou. Powstawały one w celu upamiętnienia ważnych wydarzeń, okraszane były także inskrypcjami zawierającymi daty zawierające dzień, fazę Księżyca, miesiąc i rok panowania. Dzień określano cyklem sześćdziesięcioletnim, który mierzono dziesięcioma niebiańskimi pniami oraz dwunastoma ziemskimi gałęziami. Fazy Księżyca oznaczano terminami kolejno chuji, jishengpo, jiwang i jishipo. Miesiące natomiast określano na podstawie lunacji, a rok na inskrypcji był rokiem panowania władcy; ci jednak prawie nigdy nie byli wymieniani z nazwy. Ponadto nie istniały zasady ustalania pierwszego roku panowania, czyli tego, w którym zmienił się władca. 

Jedna z zachowanych kości wróżebnych

Przeanalizowano także zachowane kości wróżebne. Pochodziły one z panowania dynastii Shang oraz zawierały inskrypcje opisujące między innymi pięć zaćmień Księżyca. Astronomiczne kalkulacje pozwoliły stwierdzić, iż zaćmienia przypadły na okres od 1201 do 1181 p.n.e., co było istotną informacją pomagającą ustalić daty panowania królów Wu Dinga i Zu Genga. Inskrypcje z kości wróżebnych, podobnie jak te z brązów, także podawały daty, jednak odnosiły się one wyłącznie do dni określanych na podstawie cyklu sześćdziesięcioletniego.

### Datowanie radiowęglowe
Badania przeprowadzone za pomocą datowania radiowęglowego dotyczyły ustalenia, czy na terenie współczesnego stanowiska archeologicznego Yinxu znajdowała się miejscowość Yin (będąca ostatnią stolicą dynastii Shang), do której według zapisów historycznych miał przenieść się władca Pan Geng. Część naukowców była w tej kwestii sceptyczna, gdyż na terenie Yinxu nie odkryto pozostałości kulturowych świadczących o tym, by miejscowość pełniła funkcję stolicy.
Tej samej metody użyto do ustalenia roku, w którym miała miejsce bitwa pod Muye; podczas tegoż konfliktu siły Di Xina zostały pokonane przez siły Wu Wanga, co oznaczało początek panowania dynastii Zhou. Do 1997 roku podawano 40 różnych dat z przedziału 1130–1018 p.n.e., a dzięki projektowi udało się zawęzić okres do lat 1050–1020 p.n.e. Przeprowadzono także retrokalkulację astronomiczną; według jej wyników spektakularne zjawisko astronomiczne, jakim była koniunkcja pięciu planet, która według chińskiej historiografii była widoczna w trakcie bitwy, miało miejsce dnia 20 stycznia 1046 r. p.n.e.

## Wyniki badań
Oficjalne wyniki badań opublikowano 9 listopada 2000 roku w postaci tabeli chronologicznej. Przedstawiały się one następująco:
- 17 niewymienionych z nazwy władców z dynastii Xia (ok. 2070–1600 p.n.e.)
- 19 niewymienionych z nazwy władców ze wczesnej dynastii Shang (ok. 1600–1300 p.n.e.)
- następujący władcy z późnej dynastii Shang: Pan Geng, Xiao Xin, Xiao Yi (1300–1251 p.n.e. jako łączny okres panowania trzech władców), Wu Ding (1250–1192 p.n.e.), Zu Geng, Zu Jia, Lin Xin, Kang Ding (1191–1148 p.n.e. jako łączny okres panowania czterech władców), Wu Yi (1147–1131 p.n.e.), Wen Ding (1112–1102 p.n.e.), Di Yi (1101–1076 p.n.e.), Di Xin (1075–1046 p.n.e.)
- następujący władcy z zachodniej dynastii Zhou: Wuwang (1046–1043 p.n.e.), Chengwang (1042–1021 p.n.e.), Kangwang (1020–996 p.n.e.), Zhaowang (995–977 p.n.e.), Muwang (976–922 p.n.e.), Gongwang (922–900 p.n.e.), Yiwang (Ji Jian) (899–892 p.n.e.), Xiaowang (891–886 p.n.e.), Yiwang (Ji Xie) (885–878 p.n.e.), Liwang (877–841 p.n.e.), Gonghe (841–828 p.n.e.), Xuanwang (827–782 p.n.e.), Youwang (781–771 p.n.e.)

## Recepcja
Od początku jednym z głównych zarzutów wobec projektu był oczywisty fakt, iż stała za nim nowa fala nacjonalizmu w Chinach. Zdaniem Edwarda L. Shaughnessy w ramach projektu wykonano szereg szczegółowo opisanych wykopalisk oraz datowań radiowęglowych, które pomogły wprowadzić chińską archeologię na wyższy poziom i jako takie bez wątpienia powinny być docenione. Niemniej, pisząc już po opublikowaniu pełnego raportu z wykonania projektu w 2022, Shaugnessy ocenia, iż w szczególności zaproponowana w nim chronologia absolutna Zachodniej Dynastii Zhou jest całkowicie błędna. Wynika to częściowo z prostego faktu, iż w okresie po zakończeniu projektu dokonano nowych znalezisk i przeprowadzono nowe badania, które zmuszają do korekty wyników projektu. Pełen raport z 2022 w całości podtrzymuje jednak chronologię opublikowaną już w prowizorycznym raporcie z 2000, pomimo tego iż z dzisiejszego punktu widzenia jawi się ona jako nie do utrzymania. Jest tak dlatego, ponieważ celem projektu od początku nie było przeprowadzanie nowych badań, które następnie mogłyby być swobodnie dyskutowane w ramach kolejnych naukowych dociekań, ale ustalenie obowiązującej wersji historii, nauczanej w szkołach. W rezultacie „daleki od stymulowania badań nad tematem, Projekt wykoleił nowe badania, ponieważ uczeni w Chinach są zniechęcani do kwestionowania tej nowej ortodoksji”.
Drugim częstym zarzutem kierowanym w stosunku do projektu było traktowanie archeologii jako narzędzia historiografii, przy odmawianiu jej samodzielnej roli. To podejście widać szczególnie w potraktowaniu dynastii Xia, która przez wielu sinologów jest traktowana jako całkowicie legendarna, głównie dlatego, ponieważ najwcześniejsze wzmianki na jej temat znajdujemy w tekstach powstałych lub zredagowanych ponad tysiąc lat po tym, kiedy miała panować. Należy przy tym zauważyć, że również co do istnienia pierwszych królów dynastii Shang nie ma żadnych współczesnych im źródeł, ponieważ najwcześniejsze napisy na kościach wróżebnych pochodzą z czasów Wu Dinga (ok. 1200 p.n.e.). Zgodnie z historią tradycyjną, która została skodyfikowana w Zapiskach historyka, Chiny od początku swych dziejów stanowiły jedność i były rządzone przez autokratycznych jedynowładców z trzech dynastii: Xia, Shang i Zhou. Nie ulega wątpliwości, że ta tradycja ma swoje źródło w ukształtowanym w drugiej połowie epoki Zhou ideale jedności Chin i ideologii imperialnej z epoki Han. Chronologia przyjęta w ramach projektu dla najwcześniejszych władców jedynie nieznacznie modyfikuje historię tradycyjną, nieco przesuwając okres rządów dynastii Xia i Shang, ale akceptując podawane w jej ramach liczby lat panowania królów Shang. Mamy tu zatem do czynienia z próbą połączenia archeologiczno-historycznych okresów z tradycyjnymi datami panowania królów, chociaż „niektórzy z tych władców mogą być mityczni zaś przekazane źródła podające lata ich panowania mogą być kwestionowane”.
W sumie zatem chronologia przyjęta w ramach projektu odzwierciedla stare przekonanie chińskich uczonych, którzy od dawna szczycą się ciągłością swojej cywilizacji, kontrastując ją z sytuacją Egiptu czy Iraku, których mieszkańcy mieliby mieć o wiele mniej wspólnego ze swoimi starożytnymi poprzednikami. Archeologia traktowana jako samodzielna nauka, niezależna od źródeł pisanych, dostarcza jednak całkiem innego obrazu najwcześniejszej historii Chin. Jak zauważa Paul R. Goldin, materialne świadectwa, jakkolwiek przypadkowo odkrywane, „odsłoniły całe cywilizacje, których brak w źródłach pisanych”. Przez cały okres epoki brązu poprzedzający rządy dynastii Zhou, być może poza krótkim epizodem panowania władców rządzących z Erligang (dzis. Zhengzhou), Chiny stanowiły zbiór konkurujących ze sobą państw, przy czym Centralne Chiny i Syczuan miały własne, odrębne kultury. Przedstawiana w ramach tradycyjnej historiografii wizja odwiecznych, zjednoczonych Chin, za którą zdają się podążać autorzy projektu, w świetle współczesnych odkryć archeologicznych jawi się zatem jako nie do utrzymania.